# 法雲寺 (土浦市)
法雲寺（ほううんじ）は、茨城県土浦市にある臨済宗建長寺派の寺院。山号は大雄山。本尊は釈迦如来。城郭造りの境内で知られ、国の重要文化財や県指定文化財が数多く残されている。

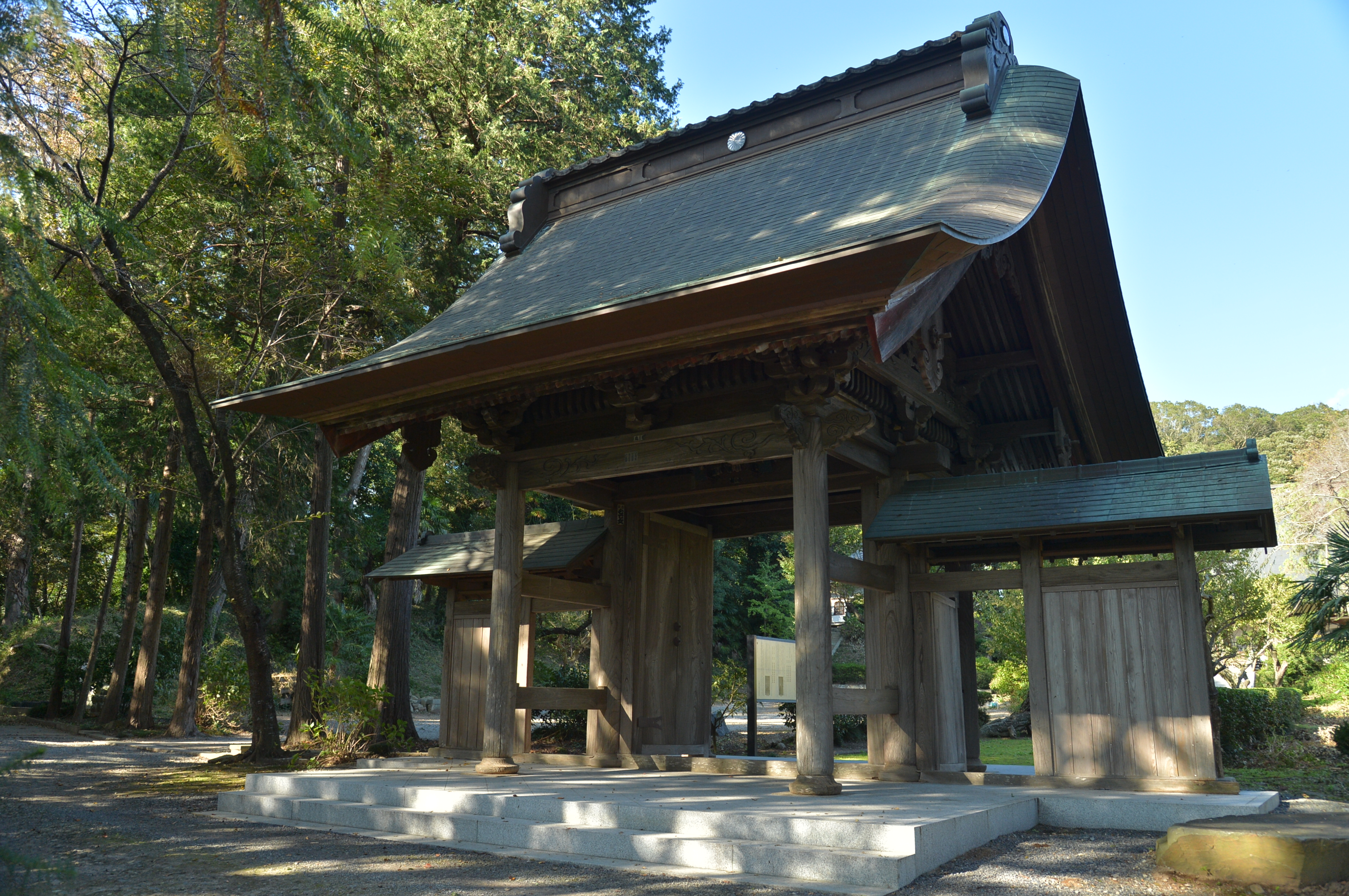
正門

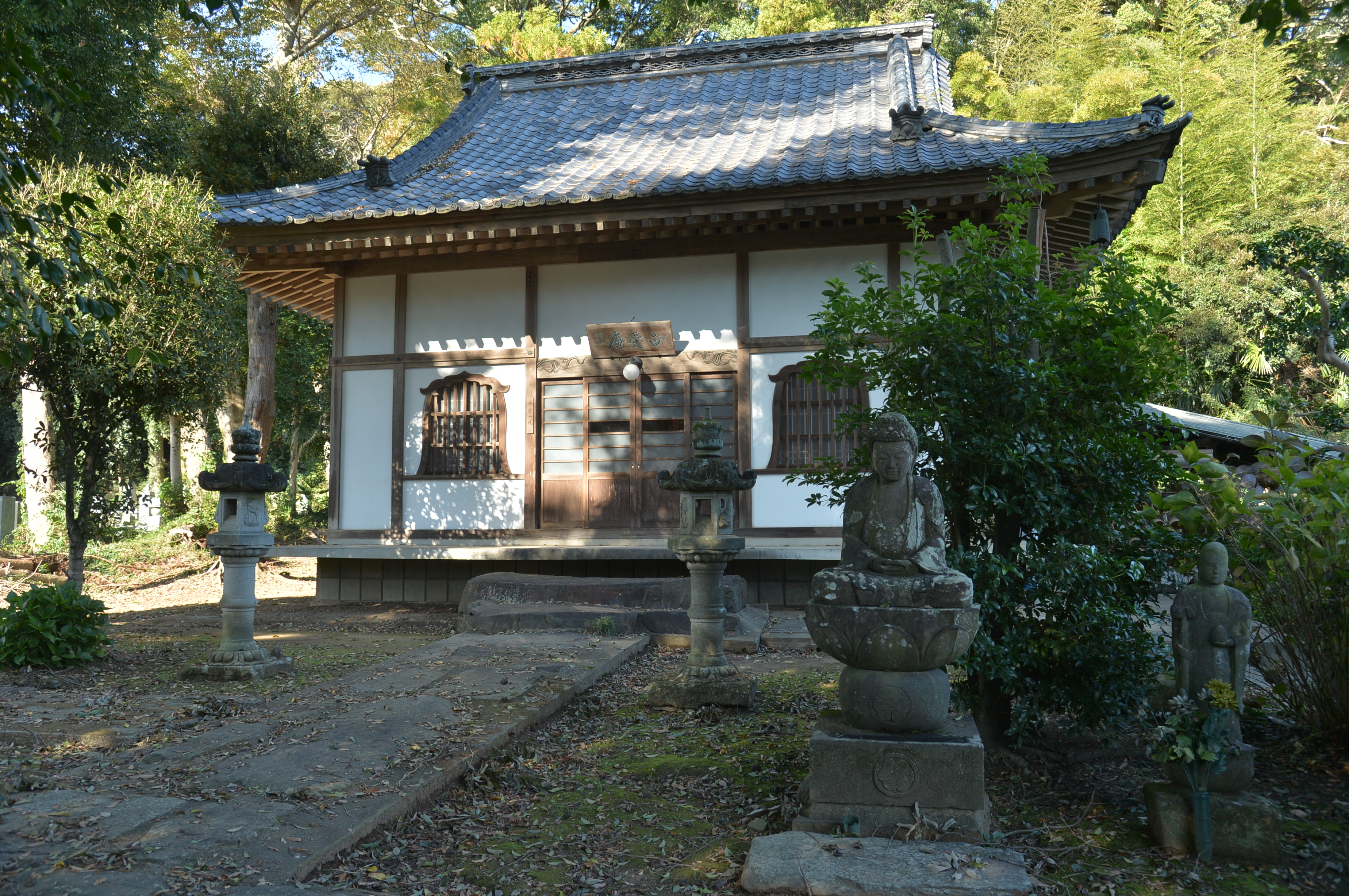
法雲寺の堂宇のひとつである「正受庵」

## 歴史
足利尊氏が、常陸国守護で7代小田城主小田治久に命じて、正慶元年（1335年）に復庵宗己を招いて開山、後光厳天皇の勅願寺としたのが始まりと伝えられている。はじめは揚阜庵（ようふあん）、ついで正受庵（しょうじゅあん）とよばれていた草庵であったが、文和3年（1354年）に法雲寺と号された。復庵宗己は小田治久の猶子（養子）となった人物で、法雲寺は鎌倉時代から戦国時代にかけて、常陸国南部で勢力をふるっていた小田氏ゆかりの寺院である。復庵は延慶3年（1310年）に元（中国）に渡り、中国の高僧高峰原妙の弟子である中峰明本のもと13年間修行を積んで学んだ後に帰国して高岡に戻り、中峰を開山第一の祖、自らが二世となって法雲寺を興した。復庵の禅の教えは多くの崇敬者を生んで、佐竹氏・結城氏からも招かれて寺院を建立しており、法雲時は当時の中国最先端の禅と文化を北関東にもたらした。以来、中世には武将らに信仰されて小田氏に庇護され、最盛期には末寺300余か寺を抱える大寺として隆盛を極めた。戦国時代末期になると小田氏は佐竹氏や北条氏などに攻められ急速に衰退すると、天正2年（1573年）兵火により焼失した。その後一時衰退はしたが、江戸時代に入り寛応宗守により再興され、元禄2年（1689年）勅願所となり再び隆盛し、紫衣の着用を許された。

## 文化財
法雲寺は多くの文化財を伝えており、それらの多くは亀城公園隣に所在する土浦市立博物館に寄託されている。国の重要文化財として絹本著色高峰和尚像、絹本著色復庵和尚像、及び附（つけたり）指定の絹本著色中峰和尚像がある（以上の絵画3点は一括指定）。茨城県指定文化財としては絵画2件（紙本著色小田政治肖像画・紙本著色小田氏治肖像画）など10件があり、このほか、絹本著色羅漢図が国の重要美術品に認定されている。また、境内には中峰和尚の墓、復庵和尚の墓、小田氏に関連する五輪塔、宝篋印塔があり、いづれも土浦市指定文化財である。

### 重要文化財（国指定）
- 絹本著色高峰和尚像・絹本著色復庵和尚像 2幅 （附:絹本著色中峰和尚像）

### 県指定文化財
- 銅造阿弥陀如来立像
- 木造中峰禅師坐像
- 絹本著色釈迦涅槃像（けんほんちゃくしょく しゃかねはん ぞう）
- 紙本著色小田政治肖像画（しほんちゃくしょく おだまさはる しょうぞうが）
- 紙本著色小田氏治肖像画（しほんちゃくしょく おだうじはる しょうぞうが）
- 棕毛払子（そうもうほっす）
- 竹繊払子（ちくせんほっす）
- 青磁三階塔（せいじさんがいとう）
- 紺紙金泥大般若波羅蜜多経（こんしきんでい だいはんにゃ はらみたきょう）
- 法雲寺文書

### 重要美術品（国認定）
- 絹本著色羅漢図